# Međunarodna geodetska studentska organizacija
Međunarodna geodetska studentska organizacija (znana kao International Geodetic Student Organisation (IGSO)) je međunarodna, samostalna, ne politička i neprofitna organizacija koju vode studenti geodezije i mladi inženjeri.

## Cilj
Ciljevi IGSO-a su:
- Ujediniti organizacije studenata geodezije svih država
- Zastupati studente geodezije u javnosti
- Organizirati veze između udruga članica
- Uspostaviti i ojačati suradnju s vlastima

Ovi ciljevi su organizirani i realizirani na međunarodnom susretu studenata geodezije (eng. International Geodetic Student Meeting, IGSM) i na Generalnoj skupštini.

## Struktura
Članovi IGSO-a su udruge sveučilišta koje zastupaju studente geodezije.
IGSO se sastoji od sljedećih institucija:
- Generalna skupština.
- Međunarodna geodetska studentska agencija (Glavni tajnik, Blagajnik i Aktuar)
- Revizori računa.

Struktura IGSO-a i realizacija iste na IGSM-u 2004 prezentirana je na susretu ISPRS 2006.

## Susreti i aktivnosti
Svake godine IGSO organizira međunarodni susret studenata geodezije (IGSM) u drugoj državi. Ovi susreti omogućuju studentima da razmijene iskustva te da upoznaju običaje i kulturu drugih zemalja.

## Povijest
Prvi IGSM organizirali su u Nizozemskoj studenati geodezije s TU Delft. IGSO je osnovan kasnije, tijekom četvrtog IGSM-a u Grazu, Austrija.
Prošli susreti:
| Godina | Naziv    | Država                 | Grad                | Sveučilište                                                       |
| ------ | -------- | ---------------------- | ------------------- | ----------------------------------------------------------------- |
| 1988.  | 1. IGSM  | Nizozemska             | Delft               | Delft University of Technology                                    |
| 1989.  | 2. IGSM  | Njemačka               | Bonn                | University of Bonn                                                |
| 1990.  | 3. IGSM  | Mađarska               | Budimpešta          | Budapest University of Technology and Economics                   |
| 1991.  | 4. IGSM  | Austrija               | Graz                | Graz University of Technology                                     |
| 1992.  | 5. IGSM  | Ujedinjeno Kraljevstvo | London              | University of East London                                         |
| 1993.  | 6. IGSM  | Češka                  | Prag                | Czech Technical University in Prague                              |
| 1994.  | 7. IGSM  | Njemačka               | Bochum-Essen        | Hochschule Bochum, University of Duisburg-Essen                   |
| 1995.  | 8. IGSM  | Poljska                | Varšava             | Warsaw University of Technology                                   |
| 1996.  | 9. IGSM  | Njemačka               | Hannover            | University of Hanover                                             |
| 1997.  | 10. IGSM | Nizozemska             | Delft               | Delft University of Technology                                    |
| 1998.  | 11. IGSM | Španjolska             | Madrid              | Technical University of Madrid                                    |
| 1999.  | 12. IGSM | Španjolska             | Valencia            | Polytechnic University of Valencia                                |
| 2000.  | 13. IGSM | Francuska              | Le Mans/Pariz       | École supérieure des géomètres et topographes (ESGT)              |
| 2001.  | 14. IGSM | Ujedinjeno Kraljevstvo | Newcastle upon Tyne | Newcastle University                                              |
| 2002.  | 15. IGSM | Slovenija              | Ljubljana           | Sveučilište u Ljubljani                                           |
| 2003.  | 16. IGSM | Njemačka               | Dresden             | Technische Universität Dresden                                    |
| 2004.  | 17. IGSM | Finska                 | Espoo               | Helsinki University of Technology                                 |
| 2005.  | 18. IGSM | Turska                 | Istanbul            | Istanbul Technical University                                     |
| 2006.  | 19. IGSM | Poljska                | Krakov              | AGH University of Science and Technology                          |
| 2007.  | 20. IGSM | Bugarska               | Sofija              | University of Architecture, Civil Engineering and Geodesy (UACEG) |
| 2008.  | 21. IGSM | Španjolska             | Valencia            | Polytechnic University of Valencia                                |
| 2009.  | 22. IGSM | Švicarska              | Zürich              | ETH Zürich                                                        |
| 2010.  | 23. IGSM | Hrvatska               | Zagreb              | Sveučilište u Zagrebu                                             |
| 2011.  | 24. IGSM | Ujedinjeno Kraljevstvo | Newcastle upon Tyne | Newcastle University                                              |
| 2012.  | 25. IGSM | Španjolska             | Jaén                | University of Jaén                                                |
| 2013.  | 26. IGSM | Poljska                | Wrocław             | Wroclaw University of Environmental and Life Sciences             |
| 2014.  | 27. IGSM | Turska                 | Istanbul            | Istanbul Technical University                                     |
| 2015.  | 28. IGSM | Finska                 | Espoo               | Aalto University                                                  |
| 2016.  | 29. IGSM | Njemačka               | München             | Technische Universität München                                    |
| 2017.  | 30. IGSM | Hrvatska               | Zagreb              | Sveučilište u Zagrebu                                             |
| 2018.  | 31. IGSM | Španjolska             | Valencia            | Polytechnic University of Valencia                                |
| 2019.  | 32. IGSM | Poljska                | Varšava             | Warsaw University of Technology                                   |
| 2020.  | otkazano | Grčka                  | Solun               | Aristotle University of Thessaloniki                              |
| 2021.  | 33. IGSM | Njemačka               | Hannover            | University of Hanover (online)                                    |
| 2022.  | 34. IGSM | Njemačka               | Hannover & Hamburg  | University of Hanover & HafenCity University Hamburg              |
| 2023.  | 35. IGSM | Španjolska             | Valencia            | Polytechnic University of Valencia                                |
| 2024.  | 36. IGSM | Bugarska               | Sofija              | University of Architecture, Civil Engineering and Geodesy (UACEG) |
| 2025.  | 37. IGSM | Maroko                 | Rabat               | Institut agronomique et vétérinaire Hassan-II                     |
| 2026.  | 38. IGSM | Hrvatska               | Zagreb              | Sveučilište u Zagrebu                                             |
| 2027.  | 39. IGSM | Poljska                | Wrocław             | Wroclaw University of Environmental and Life Sciences             |

## Partneri
IGSO je partnerska organizacija s International Federation of Surveyors (FIG)

## Vanjske poveznice
- http://www.igso.info/